# Val-de-Chalvagne
Val-de-Chalvagne è un comune francese di 69 abitanti situato nel dipartimento delle Alpi dell'Alta Provenza della regione della Provenza-Alpi-Costa Azzurra.
Il comune è stato istituito nel 1973 dalla fusione dei preesistenti comuni di Castellet-Saint-Cassien, Montblanc e Villevieille.

## Società

### Evoluzione demografica
Abitanti censiti